# Clay Township (comté de Holt, Missouri)
Pour les articles homonymes, voir Clay Township.
Clay Township est un ancien township du comté de Holt dans le Missouri, aux États-Unis,.
Il est baptisé en référence à Henry Clay.

## Source de la traduction
- (en) Cet article est partiellement ou en totalité issu de l’article de Wikipédia en anglais intitulé « Clay Township, Holt County, Missouri » (voir la liste des auteurs).